# Edouard Taurel
Charles Edouard Taurel (Parijs, 25 maart 1824 – Amsterdam, 7 november 1892) was een Nederlands graveur, etser en tekenaar.

## Leven en werk
Edouard Taurel werd geboren in Parijs als een zoon van de schilder André Benoist Barreau Taurel en Henriette Ursule Claire Thévenin. Het gezin vestigde zich in 1828 in Amsterdam, waar vader Benoit was aangesteld als directeur van de graveerschool van de Koninklijke Academie. Ook zijn broers Augustin en André Taurel kozen voor een carrière in de kunst. Edouard studeerde aan de Academie (1838-1846) en kreeg les van zijn vader. Hij maakte tekeningen, etsen en gravures naar onder anderen Jozef Israëls en Ary Scheffer. Hij werd in 1854 lid van Arti et Amicitiae en nam deel aan diverse exposities, waaronder de tentoonstellingen van Levende Meesters, waarbij zijn werk meerdere keren werd bekroond. Naast kunstenaar was hij vanaf 1868 tekenleraar aan de Industrieschool voor Vrouwelijke Jeugd en bij de voorbereidende tekenklas van de Koninklijke Academie. Tot zijn studenten behoorden Christiaan Lodewijk van Kesteren, Anna Maria Kruijff en Catharina Elisabeth Toussaint.
Hij trouwde in 1847 met Anna Catharina Lamberti, met wie hij vier kinderen kreeg, onder wie de graveur Eduard Taurel (1848-1867).
Taurel werd in 1877 benoemd tot ridder in de Orde van de Eikenkroon en in 1892 tot lid van de Maatschappij der Nederlandse Letterkunde. Hij overleed in 1892, op 68-jarige leeftijd, en werd begraven op begraafplaats De Liefde.

## Enkele werken

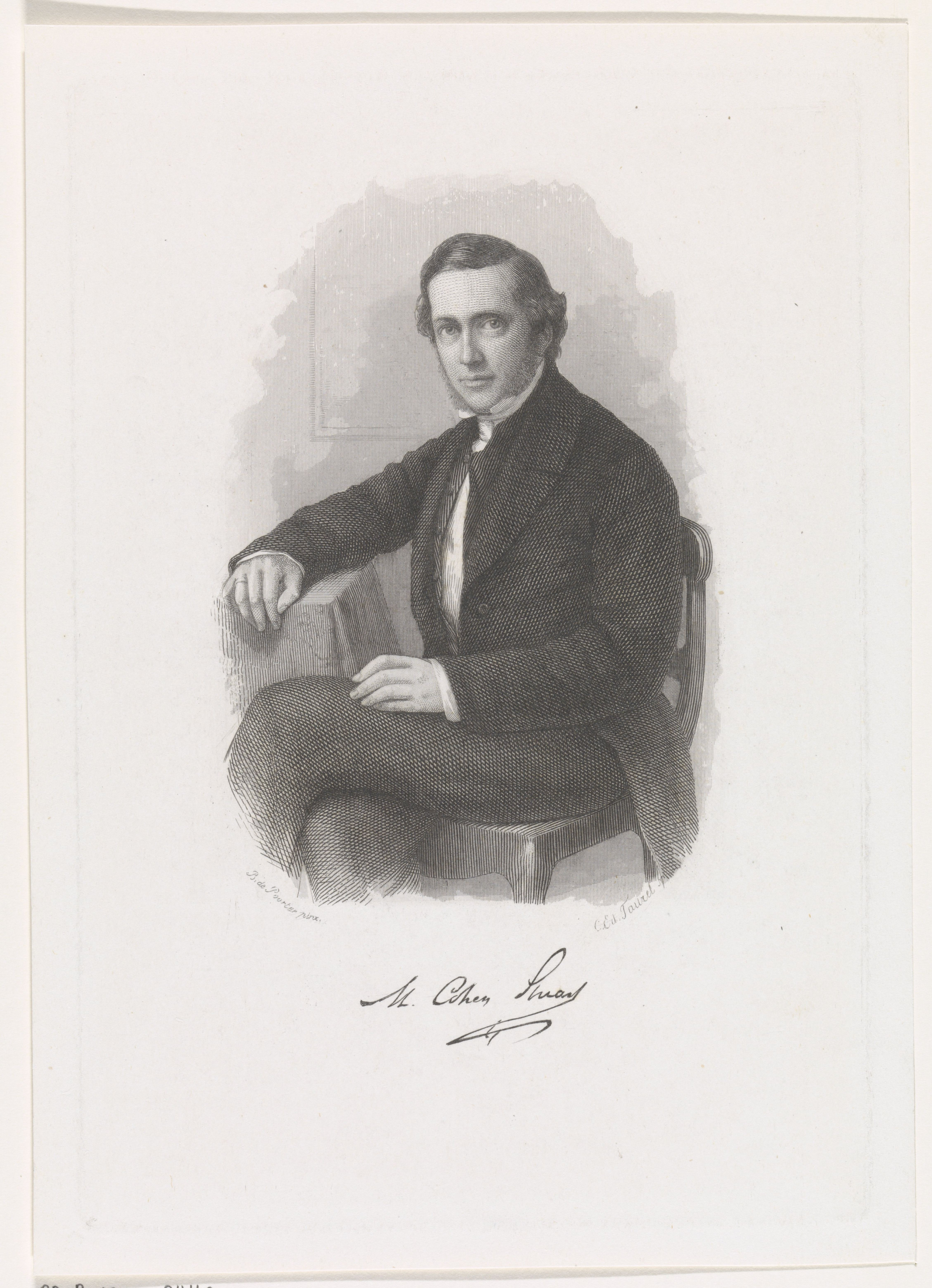
Martinus Cohen Stuart
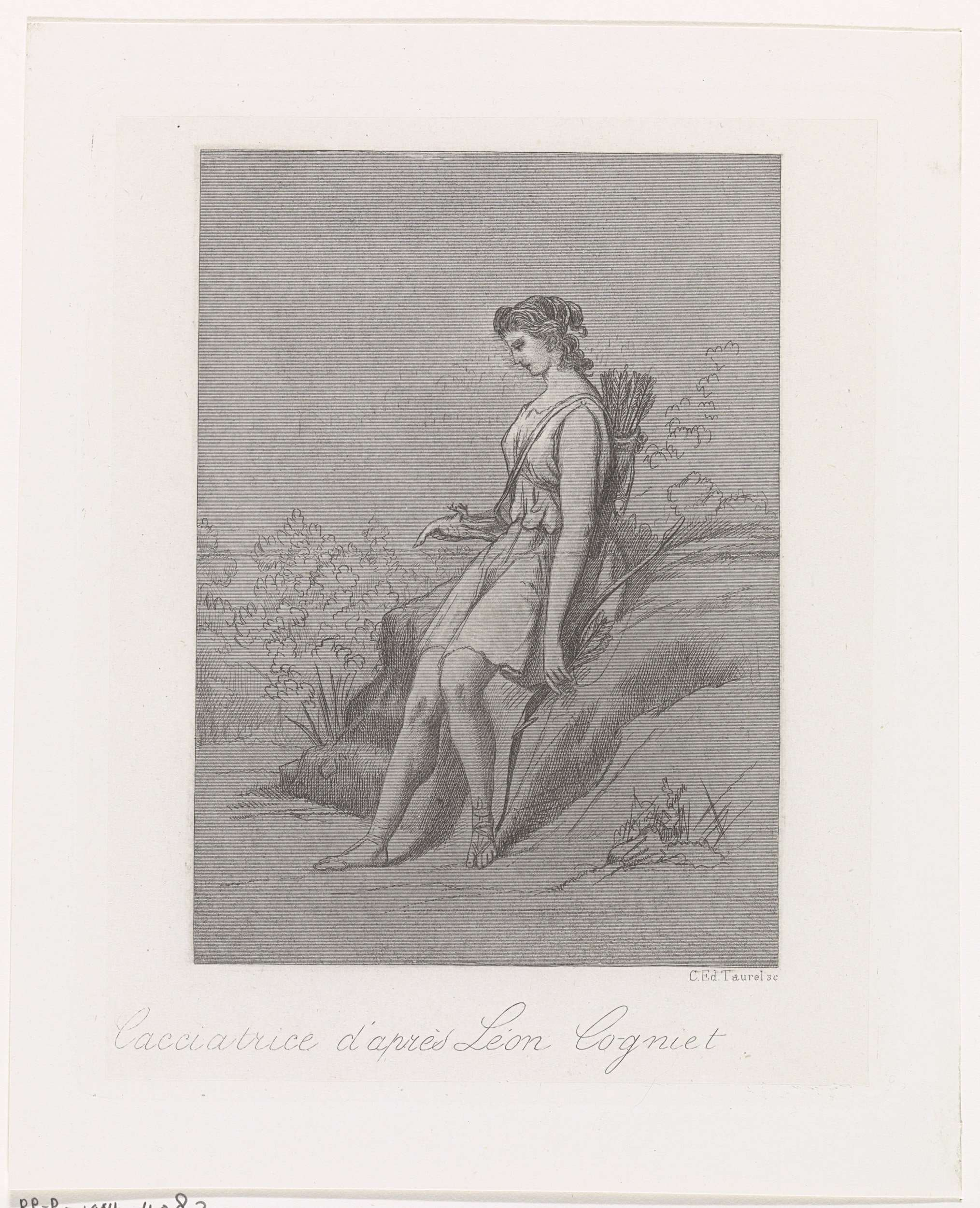
Jageres met dode vogel
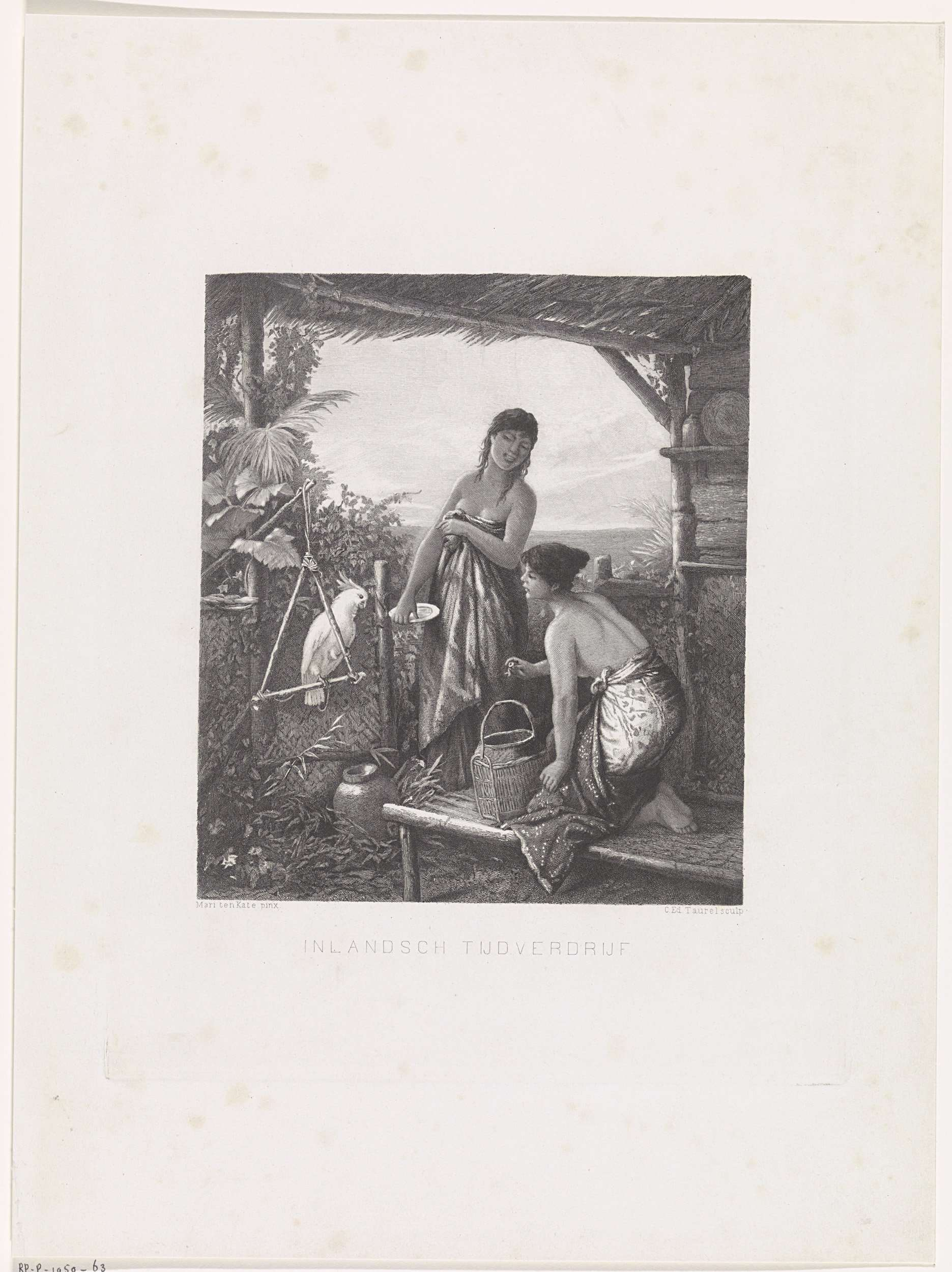
Twee jonge Indonesische vrouwen bij een papegaai
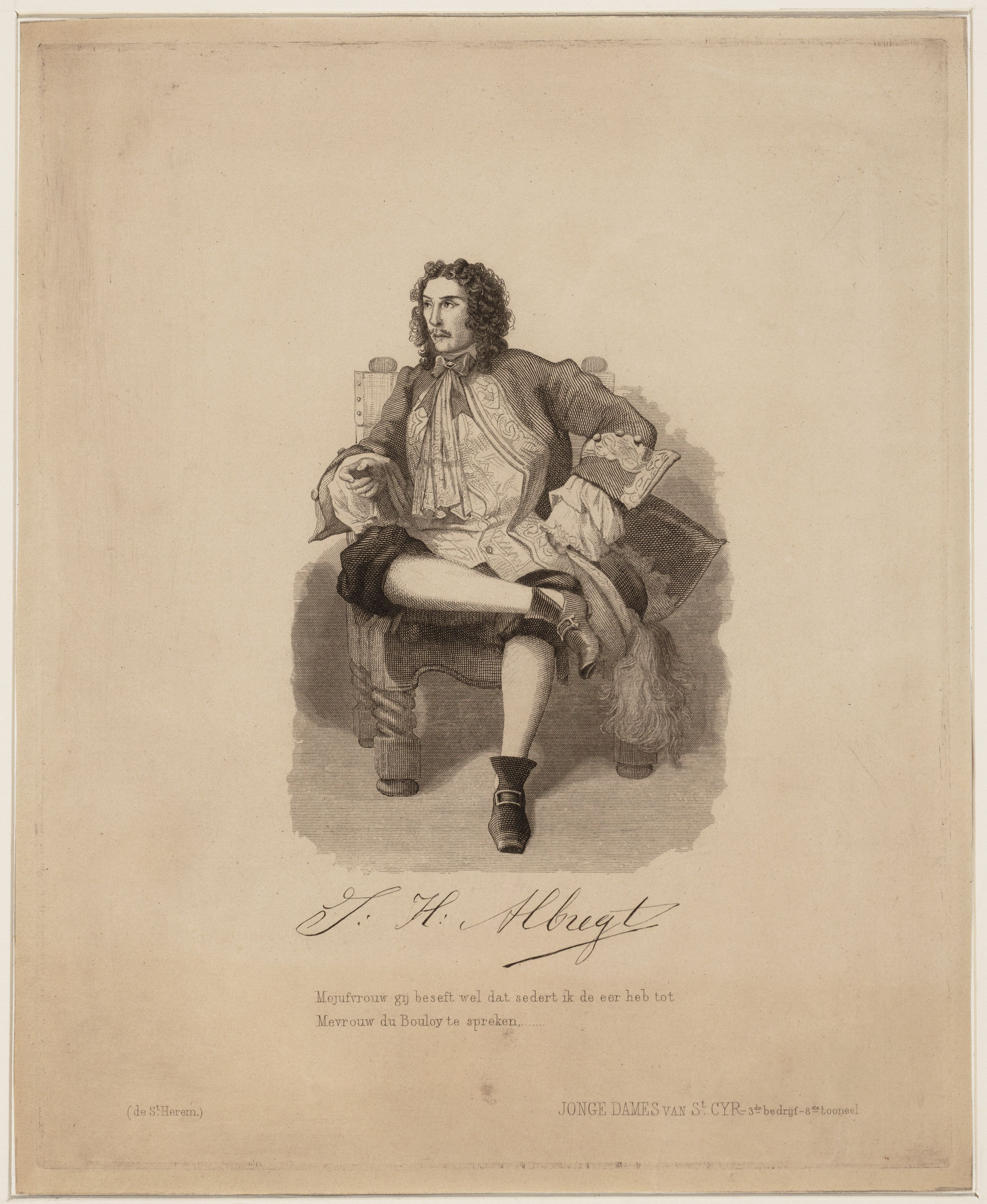
Johannes Hermanus Albregt

- Biografisch Portaal: 62764350
- Digitale Bibliotheek voor de Nederlandse Letteren: taur003
- Gemeinsame Normdatei: 1075833175
- International Standard Name Identifier: 0000 0000 6186 417X
- Library of Congress Control Number: no93007082
- Nederlandse Thesaurus van Auteursnamen: 070031657
- RKD-Nederlands Instituut voor Kunstgeschiedenis: 76588
- Système universitaire de documentation: 229936296
- Virtual International Authority File: 89528682
- WorldCat: E39PBJgMvw4yp4ftJcCgX4jXBP